# Gramática generativa

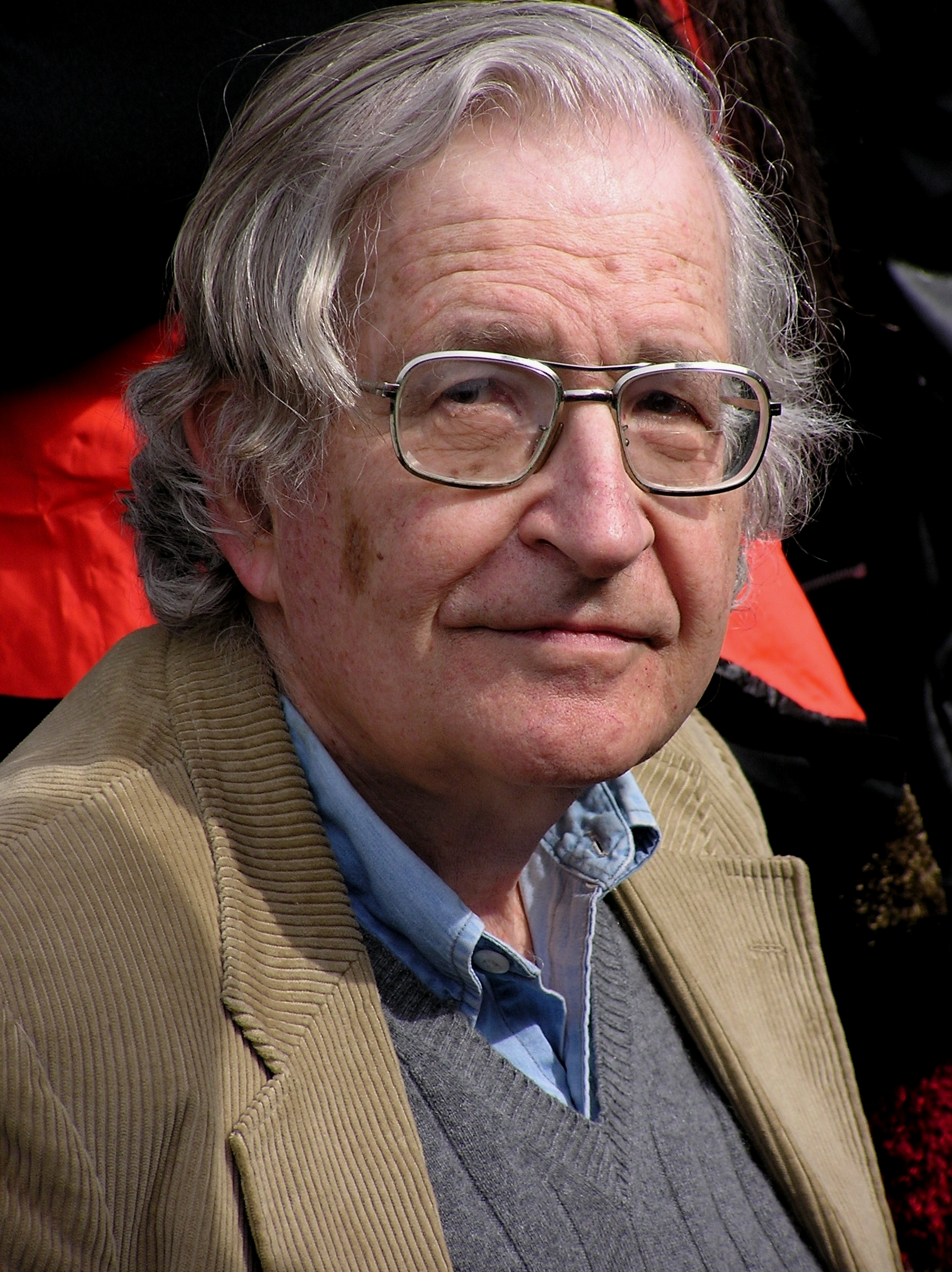
Noam Chomsky, lingüista estadounidense, iniciador de la teoría gramática generativa, que se ha convertido en uno de los campos de investigación más activos de la lingüística moderna.

En lingüística, el término gramática generativa se refiere a un conjunto de marcos teóricos para el estudio de la sintaxis de las lenguas. Una gramática generativa proporciona un conjunto de reglas o principios que predicen correctamente las combinaciones que aparecen en oraciones gramaticalmente correctas para una determinada lengua.
Las ideas básicas de los modelos incluidos en esta corriente tienen su origen en la teoría estándar formulada por Noam Chomsky. El núcleo común de todos los modelos generativos sería el intentar diseñar un dispositivo formal que permita describir, analizar y especificar las oraciones de una lengua natural en forma simple, exhaustiva y general.

## Introducción

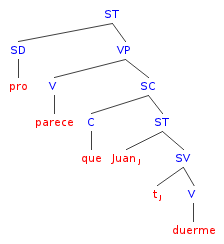
Estructura de constituyentes sintácticos de una oración con verbo de ascenso, en que los constituyentes no exhiben movimiento sintáctico, al estar bloqueado el movimiento por el complementador que.

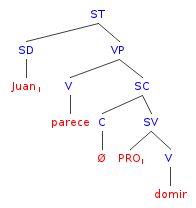
Estructura de constituyentes de una oración de significado similar a la anterior pero sin complementador donde se da el ascenso del sujeto lógico de la subordinada.

Una gramática generativa para una lengua concreta pretende describir la estructura gramatical de una lengua mediante una construcción en términos de constituyentes sintácticos jerárquicamente ordenados. Dicha gramática pretende hacer predicciones sobre por qué ciertas combinaciones sintácticas son posibles en una lengua determinada, mientras que otras combinaciones resultan ser oraciones incorrectas o agramaticales (aun cuando en otra lengua sí pudieran ser correctas). La gramática generativa postula que los mecanismos básicos son comunes a todas las lenguas del mundo, y estas se diferencian solo por su fonología y su lexicón así como detalles concretos o "parámetros" en la sintaxis. Una gramática generativa no pretende ser una gramática prescriptiva, como lo suelen ser las gramáticas tradicionales. Igualmente una gramática generativa se basa en reglas formales y principios muy abstractos, por lo que difiere de otros enfoques que también usan constituyentes jerárquicos como la gramática funcional, que trata de buscar reglas informales y principios basados en intuiciones asociadas a la función y la optimización de la comunicación.
Una gramática generativa pretende por tanto ser capaz de generar una infinita cantidad de construcciones sintácticas a partir de un número limitado de reglas y unidades abstractas. Esta propiedad es conocida como recursividad. En la actualidad, se postula que el lenguaje humano es el único sistema de comunicación natural que tiene la propiedad de ser recursivo. Evidentemente, la capacidad del cerebro humano es finita, pero no así las oraciones que puede generar e interpretar.
En "Linguists for Non-Linguists", Frank Parker y Kathryn Riley sostienen que la gramática generativa es un tipo de "conocimiento inconsciente" que permite a una persona, sin importar el idioma que hable, formar oraciones correctas.

### Principios básicos
La gramática generativa asume, como otros modelos teóricos, que una secuencia de discurso puede descomponerse en constituyentes sintácticos. Un constituyente sintáctico es una combinación de palabras que posee un núcleo sintáctico del que el constituyente hereda sus propiedades combinatorias. No cualquier conjunto de palabras es un constituyente, por ejemplo una preposición requiere estar unida a un sintagma nominal o un sintagma determinante para formar un constituyente. Los constituyentes sintácticos forman un conjunto parcialmente ordenado, a través de la relación {\displaystyle X\prec Y} usualmente representada como {\displaystyle [X\dots ]_{Y}} y que se interpreta como "el constituyente X es parte del constituyente Y".
La peculiaridad de la gramática generativa más reciente es que las secuencias del habla tal como aparecen pueden presentar constituyentes sintácticos desplazados, es decir, la forma aparente de una oración es el resultado tanto de ensamblaje de constituyentes, como de alteración del orden de estos, según los principios del movimiento sintáctico (en realidad no es un intercambio de orden lineal sino el cambio de posición de uno de los dos constituyentes hacia una posición vacía que puede anteceder la posición lineal del otro constituyente). Además la gramática generativa impone restricciones sobre los rasgos gramaticales de ciertos elementos sintácticos, dando lugar a relaciones de concordancia gramatical o rección gramatical.

### Gramática generativa y ciencia cognitiva
La gramática generativa moderna se concibe como parte de las ciencias cognitivas y se considera una ciencia natural, ya que la conciencia del hablante o el conocimiento metalingüístico de los hablantes no tiene efecto sobre la estructura de la lengua o sus principios más abstractos. Al considerar que la gramática generativa es algo que describe el funcionamiento necesario de las habilidades cognitivo-lingüísticas del cerebro humano, se considera que la gramática generativa debe explicar la adquisición de lenguaje y se propone explicar en qué consiste el conocimiento inconsciente y tácito del hablante y en cómo se adquiere o se desarrolla. Se supone que muchas de las capacidades que permiten entender la estructura de las lenguas naturales, son una capacidad innata de los seres humanos de inteligencia normal, y por tanto de alguna manera están codificadas en los genes. Eso explicaría por qué los seres humanos aprenden de manera natural y sin esfuerzo, mientras que otras especies de primates, si bien tienen capacidades cognitivas y de comprensión semántica importantes, tienen una capacidad lingüística muy limitada. En esa perspectiva, la gramática generativa sólo se interesa por algunos aspectos del lenguaje humano, los más relacionados con la habilidad cognitiva para el lenguaje, razón por lo que la gramática generativa podría considerarse una rama altamente especializada de la psicología cognitiva. Dentro de dicho enfoque, las tres preguntas de alcance general a las que la teoría generativa trata de responder son:
1. ¿Qué es lo que constituye el conocimiento del lenguaje?
2. ¿Cómo se adquiere dicho conocimiento?
3. ¿Cómo se usa ese conocimiento?

Como se aprecia estas tres cuestiones fundamentales suponen un desplazamiento importante del objeto en el enfoque de los problemas lingüísticos, respecto a otras teorías lingüísticas.
Otros hechos interesantes o curiosos de los lenguajes humanos, como los factores sociolingüísticos o la evolución de las lenguas (lingüística histórica) no son tratados por la teoría generativa, ya que en ellos aparecen factores sociales y extralingüísticos que no dependen exclusivamente de la estructura interna de las lenguas. Es decir, la teoría generativa está interesada sólo en las formas y los significados que están determinados por la facultad lingüística, que se concibe como un componente particular de la mente humana. La naturaleza de esta facultad es el objeto de una teoría general de la estructura lingüística que pretende descubrir el sistema de principios y elementos comunes a todas las lenguas conocidas; se denomina a dicha teoría Gramática Universal (GU). La GU se puede considerar como una caracterización de la facultad lingüística genéticamente determinada, y a dicha facultad, como un instrumento de adquisición del lenguaje, un componente innato de la mente humana que permite acceder a una lengua particular, hablada por los padres o criadores del niño, mediante la interacción con la experiencia presente, un instrumento que convierte la experiencia en un sistema de conocimiento realizado, es decir, el conocimiento de una u otra lengua.
Algunos lingüistas consideran que al margen de los hechos básicos estudiados por la gramática generativa, existen otros hechos asociados ya a la conducta lingüística y al producto de esa conducta que merecen ser estudiados (tal es el objeto de la sociolingüística, la lingüística antropológica, la dialectología o la lingüística histórica). Por esa razón no son infrecuentes las afirmaciones de que la teoría generativa es excesivamente reduccionista, aun cuando muchos de sus defensores nunca han sugerido que los únicos hechos interesantes relacionados con las lenguas sean los estudiados por la altamente especializada gramática generativa, cuyo enfoque se dirige a la realidad mental que subyace a la conducta lingüística. La teoría generativa es, de hecho, una teoría mentalística que se preocupa por determinar el conocimiento del lenguaje: su naturaleza, origen y uso.
Revolución lingüística
Chomsky revolucionó la lingüística demostrando que no se puede separar la investigación del lingüista de la del psicólogo, (su obra ha sido fundamental para el desarrollo de la  psicología cognitiva), por lo cual propuso una gramática estructural anterior. El principio de la gramática generativa se fundamenta en la idea de que, junto con las reglas específicas de construcción de oraciones propias a cada lengua, existen unas reglas más básicas,-de carácter innato y comunes a todas las lenguas-, que explican la facilidad para el aprendizaje del lenguaje por parte del niño/a, para ello son fundamentales los conceptos de estructura profunda y superficial.
Por ejemplo en las frases:
La lluvia era muy fuerte. Derribó el tejado de la casa.
La fuerte lluvia derribó el tejado de la casa.
La lluvia, fortísima, derribó el tejado de la casa.
Las tres secuencias dicen exactamente lo mismo, tienen, por tanto, una misma estructura profunda pero su estructura superficial es distinta (se ordenan de diferentes maneras, y no poseen similares sus pausas internas). 

## Modelos generativistas
Comúnmente, «gramática generativa» suele utilizarse para señalar exclusivamente la vertiente teórica conducida por Noam Chomsky, es decir, la gramática transformacional. Sin embargo, en sentido amplio, el término refiere a un grupo mayor de teorías y modelos:
- La teoría estándar (Standard Theory, ST), modelo originalmente propuesto por Chomsky hacia 1965.

- La teoría estándar extendida (Extended Standard Theory, EST), basada en el anterior modelo y en un conjunto de reformulaciones propuestas por Chomsky y sus seguidores. Vigente hasta fines de los 70.

- El marco teórico conocido como Principios y parámetros (P&P).
- La teoría de Rección y ligamiento (Government and Binding Theory, GB). Modelo propuesto por Chomsky y sus seguidores en 1981 a partir de innovaciones a la EST, y desarrollado dentro del marco teórico de P&P.
- El programa minimalista (Minimalist Program, MP), desarrollado también dentro del marco teórico de P&P. Propuesto hacia 1993, replantea el modelo de GB a partir de nociones de economía y buen diseño.
- La gramática relacional (Relational Grammar, RG).
- La gramática léxico-funcional (Lexical-functional Grammar, LFG), modelo propuesto por Joan Bresnan y Ron Kaplan, que se separaron de la corriente chomskyana hacia fines de los 70.
- La gramática de estructura sintagmática generalizada (Generalised Phrase Structure Grammar, GPSG), propuesta hacia fines de los 70 y desarrollada por Gerald Gazdar, Ewan Klein, Geofrey Pullum e Ivan Sag. Se separa de la corriente chomskyana y retoma aspectos de la gramática de Montague.
- La gramática sintagmática nuclear (Head-Driven Phrase Structure Grammar, HPSG), propuesta por Carl Pollard e Ivan Sag. Surge a mediados de los 80 como sucesora de GPSG, aunque retoma aspectos semánticos y sintácticos de otras teorías.

## Críticas
La gramática generativa ha recibido muchas críticas desde sus inicios y a lo largo de los años. Una de las más significativas es sin duda la falta de correlatos neurocientíficos de las estructuras abstractas que se postulan. En otras palabras, la gramática generativa propone que el procesamiento del lenguaje se basa en una serie de módulos del lenguaje que realizan funciones específicas, si bien no está claro si dichos módulos deben entenderse como estructuras anatómicas existentes, o sólo como una manera de representar la operación real de los cerebros cuando procesa el lenguaje.
Otro de los grandes problemas que se le achacan es la complejidad de mecanismos y reglas que utiliza para intentar hallar y explicar esa Estructura Profunda, lo que llevó a Chomsky a intentar simplificar la teoría de Principios y Parámetros en la teoría minimista (sin mucho éxito). Además, si bien es cierto que muchas de estas teorías que propone Chomsky no pueden ser refutadas todavía, tampoco tienen un respaldo científico evidente. Debe notarse de todas maneras, que esta crítica sólo aplicaría a un modelo específico de Gramática Generativa, ya que por el ejemplo el programa minimista que representa la propuesta más moderna prescinde por completo de la llamada estructura profunda.

## Abreviatura
- SN sintagma nominal,
- SD sintagma determinante,
- SV sintagma verbal,
- N nombre, adjetivo o pronombre,
- V verbo,
- P preposición,
- C complemento,
- CP construcción preposicional
- D determinante